# Arrecife Hogsty
El Arrecife Hogsty (en inglés: Hogsty Reef) es un atolón de coral deshabitado situado en el sur de las Bahamas. Se encuentra entre la isla Gran Inagua (al sur) y la isla de Acklins (al norte).
Hogsty es una rareza en la cuenca del Atlántico. Se trata de un atolón de coral de 5 × 3 millas que se eleva desde los 6.000 pies de profundidad en las aguas circundantes. El atolón se presume se formó a partir de volcanes extintos  en un proceso por el cual se elevaron desde las profundidades del océano, y luego desaparecieron dejando un atolón coralino.